# Dirección General de Desarrollo Comunitario
La Dirección General de Desarrollo Comunitario de España fue el órgano directivo del Ministerio de Cultura encargado del desarrollo de la acción administrativa en orden a la protección de la familia, la promoción familiar y el desarrollo comunitario entre el 1 de septiembre de 1977 y el 25 de enero de 1980.

## Historia
La Dirección General se creó como parte de la reestructuración del Ministerio tras las elecciones generales de 1977, y contó con tres unidades: el Instituto Nacional del Bienestar, con rango de Subdirección General; la Subdirección General de la Familia, con los Servicios de Acción Social Cultural en favor de la familia, de Acción Social Cultural en favor de la Tercera Edad y el Servicio de Protección Socio-cultural de la Infancia; y la Subdirección General de la Condición Femenina, en la que se integran los Servicios de Integración Profesional y Social y de Fomento de las Condiciones de Equiparación.

## Subdirección General de la Condición Femenina
La Subdirección General de la Condición Femenina se caracterizó por ser la primera unidad administrativa dedicada en exclusiva a abordar las temáticas conectadas con los derechos de las mujeres fuera del paradigma femenino propugnado por la dictadura franquista, sustituyendo a la Delegación Nacional de la Sección Femenina y ampliando el acervo de la Dirección General de Promoción Familiar y de la Mujer. En palabras del director general de Desarrollo Comunitario, José Manuel García-Margallo, el objetivo principal de la Subdirección sería la equiparación de la mujer en el terreno legal, intentando trascender las temáticas exclusivamente femeninas.
Pese a dichos avances, la Subdirección General suscitó una intensa polémica en el movimiento feminista, que acabó dividido respecto de la posibilidad de dialogar con sus componentes. La creación de la unidad también fue acogida con escepticismo en un editorial del periódico El País del 2 de septiembre de 1977. Fue especialmente criticado su escaso rango frente a otras materias como las conectadas a la juventud, en especial tras las promesas hechas por el ministro Pío Cabanillas de crear una dirección general dedicada a los asuntos de las mujeres. También se consideró que el órgano no mostraba un talante negociador con las asociaciones de mujeres y sus demandas. Asimismo, la primera titular de la unidad, Pilar Yzaguirre, presidenta de la Asociación para la Promoción y Evolución Cultural (APEC), fue nombrada sin consenso con el movimiento asociativo feminista, que había propuesto a una candidata de compromiso. La formación del gabinete de estudios de la Subdirección, compuesto de forma casi íntegra por miembros de la APEC, también suscitó controversia. Estas polémicas, y las presiones de grupos antifeministas, condujeron a la dimisión de Yzaguirre el 29 de noviembre de 1977, sustituida por María del Mar Vanaclocha en febrero de 1978.
La entrada de Vanaclocha en la Subdirección supuso un mayor impulso a la unidad, que lanzó varias actuaciones de divulgación, incluyendo una campaña televisiva, folletos explicativos y centros de información. Una de las acciones de mayor impacto, la campaña publicitaria, fue encargada a la agencia MMLB y al creativo publicitario Ricardo Pérez. Sin embargo, tras la emisión de uno de los anuncios en la Segunda Cadena de TVE el 20 de mayo de 1978, con una temática dedicada a las familias monoparentales, el ministro Pío Cabanillas optó por cancelar el resto de la campaña ante las duras críticas suscitadas. Pese a ello, Ricardo Pérez y el realizador Santiago Borrás optaron por presentar la campaña en el Festival de Publicidad de Cannes, donde uno de los anuncios, dedicado a los roles de género en la publicidad, recibió el mayor galardón, el León de Oro.
No obstante, el cariz ideológico de los trabajos de la Subdirección siguió suscitando enfrentamientos con el movimiento feminista, con demandas más ambiciosas en ámbitos como los de derechos civiles y reproductivos, que culminaron en las Jornadas de la Condición Femenina celebradas en septiembre de 1978, donde una de las mesas se caracterizó por continuas disputas dialécticas entre las ponentes y las representantes de las demás asociaciones de mujeres, que pactaron una postura unánime en contra de la iniciativa gubernamental.
Para agosto de 1979, una tribuna en El País denunciaba un recorte del 50 por ciento del presupuesto de la Subdirección, la cancelación de muchos de sus programas y la falta de ejecución de actuaciones en planificación familiar e información a mujeres a lo largo de la geografía española por falta de recursos económicos y materiales, una postura desmentida por la nueva directora general de Desarrollo Comunitario, Margarita España, que no obstante reclamaba un mayor rango para la unidad. Finalmente, la Subdirección fue suprimida junto a su Dirección General en enero de 1980, integrándose en la Dirección General de Juventud y Promoción Sociocultural.